# Aldo Andreoli
Aldo Andreoli (Bologna, 17 settembre 1890 – Bologna, 28 novembre 1972) è stato un politico italiano.

## Biografia
Laureato in lettere e filosofia e conseguito il diploma di magistero prende parte alla prima guerra mondiale guadagnandosi due medaglie. A partire dal 1920 si dedica all'insegnamento nel liceo bolognese "Minghetti" e viene nominato membro del consiglio di disciplina dell'ufficio scolastico per l'Emilia-Romagna. Sostenitore della riforma scolastica promossa da Giovanni Gentile (1923) si dedica alla compilazione di libri di testo per le scuole elementari e ad uso didattico e pedagogico. Tra le sue opere si ricordano "Il libro per l'ammissione alle scuole medie" (1933) e "L'istruzione professionale nella scuola fascista" (1940). Nel 1934, eletto deputato, lascia l'insegnamento ma continua ad occuparsi di tematiche scolastiche all'interno delle associazioni fasciste, in modo particolare attraverso la collaborazione col periodico "La scuola fascista". Nel 1938 viene promosso preside e l'anno successivo entra a far parte della Camera dei fasci e delle corporazioni. Nominato provveditore di Bologna nel 1944 l'anno successivo viene trasferito a Milano, dove subisce il processo di epurazione. Assolto e reintegrato conclude la sua carriera come preside del liceo-ginnasio "Muratori" di Modena, incarico che ricopre dal 1950 al 1955.